# Quantum Redshift
Quantum Redshift è un gioco di corse futuristiche per la console Xbox, pubblicato nel 2002. È stato sviluppato da Curly Monsters e pubblicato da Microsoft Game Studios.

## Modalità di gioco
Il gioco tratta di corse di astronavi cento anni nel futuro, con 16 personaggi spinti dalle rivalità con la propria nemesi, ognuno con il circuito personale. Ci sono cinque limiti di velocità differenti, che fungono anche da livello di difficoltà.